# Hogna timuqua
Hogna timuqua là một loài nhện trong họ Lycosidae.
Loài này thuộc chi Hogna. Hogna timuqua được Alfred Russel Wallace miêu tả năm 1942.